# 洛斯弗拉门科国家自然保护区
洛斯弗拉門科國家自然保護區（Los Flamencos National Reserve）是座位於智利北部聖佩德羅德阿塔卡馬，安托法加斯塔大區的自然保護區。保護區總面積約740平方（290平方英里），位於安地斯山脈中部的乾冷高原生態區，由七個區域所組成。

## 气候
该地区为热带干旱半干旱气候，因此在白天和晚上温差十分巨大。在夏季该地区的雨水会更加频繁，年平均降水量为3毫米。
该地区最高平均温度为24.5°C，最低平均温度是为17.1°C

## 相关信息
该自然保护区中有许许多多的动植物，例如：山狐、豚鼠、安第斯火烈鳥、智利火烈鳥等。

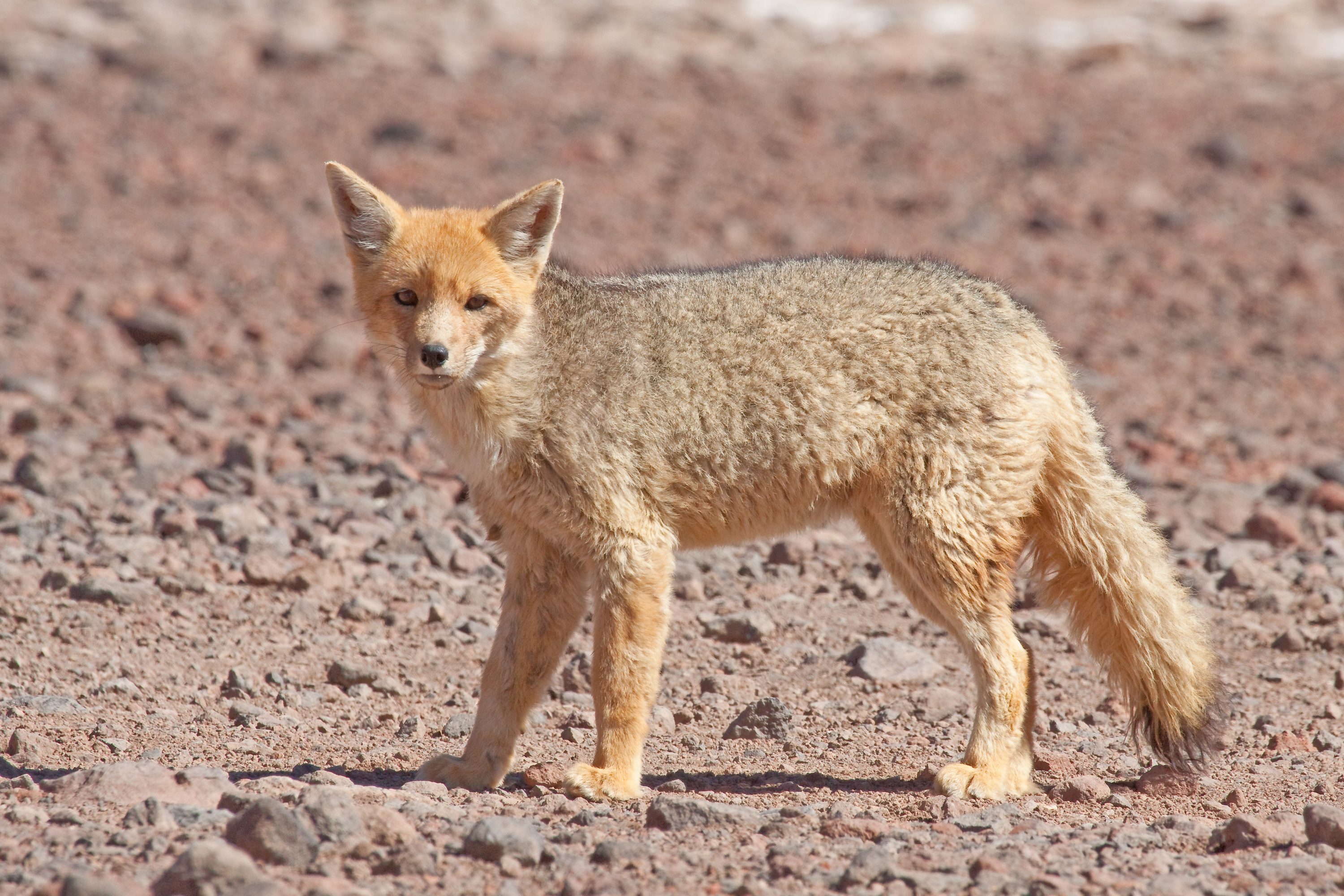
山狐

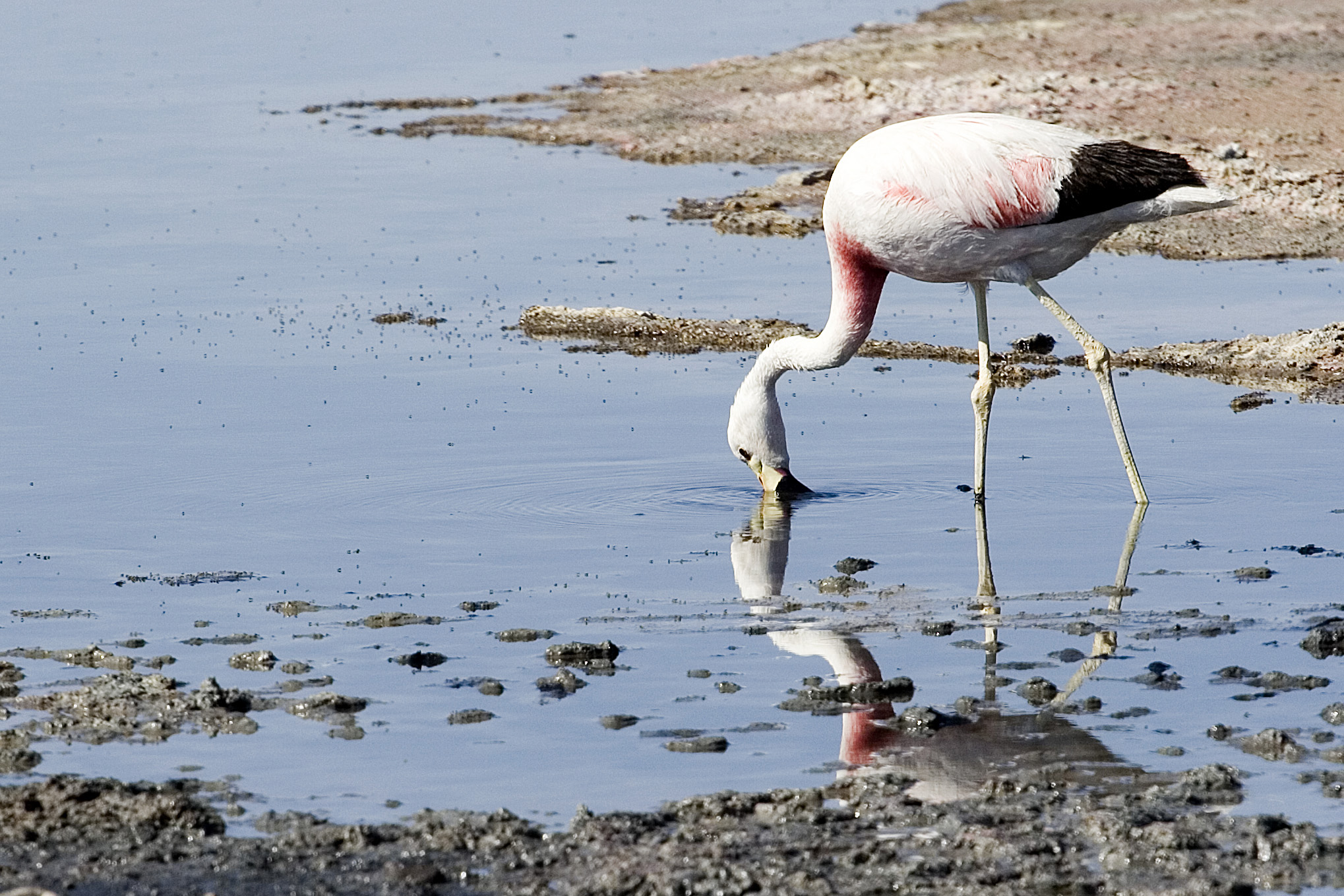
安第斯火烈鸟

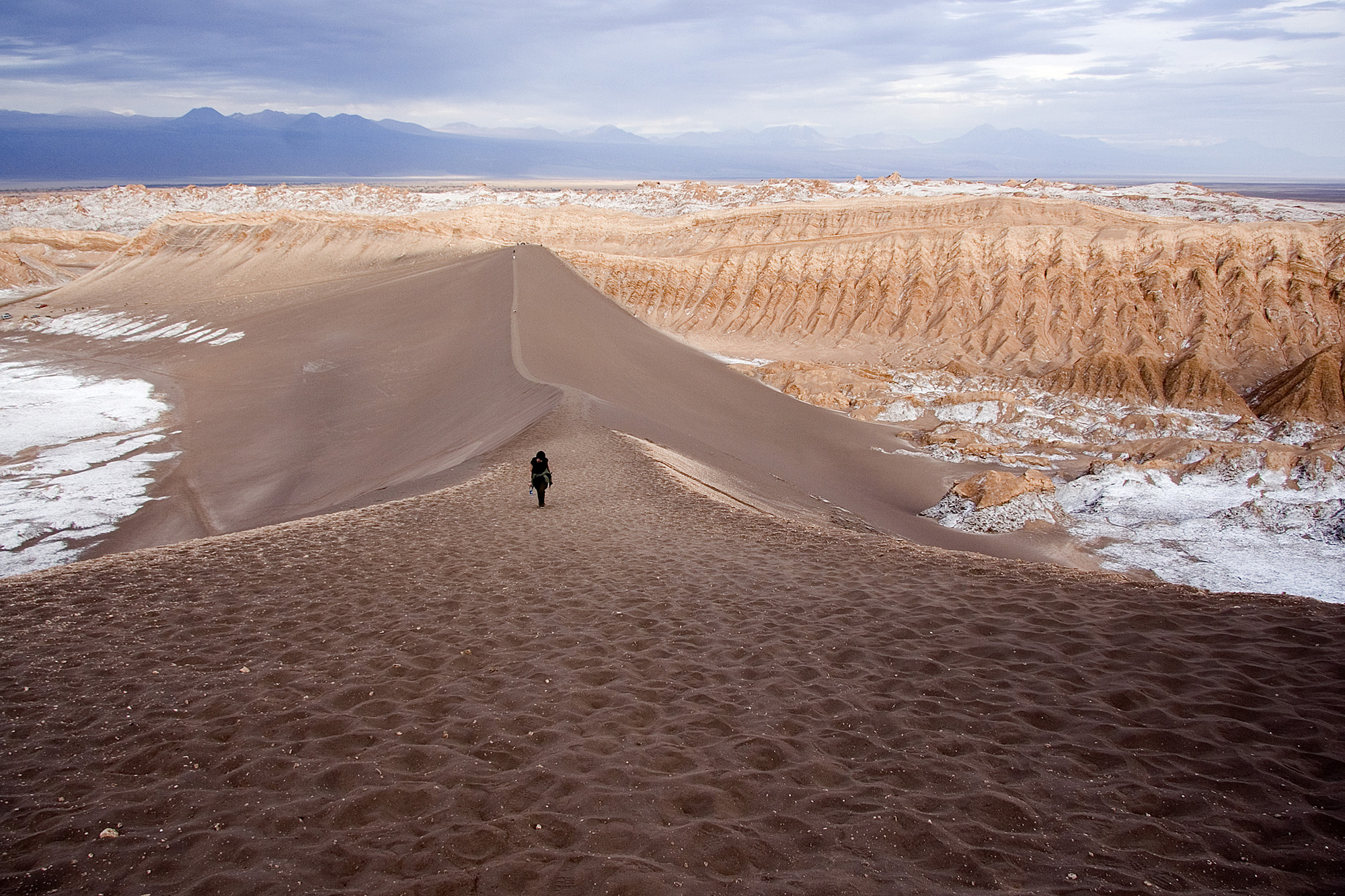
月之峽谷

在1996年通过湿地公约加入了国际重要湿地名录。

## 相关内容
- 聖佩德羅德阿塔卡馬
- 阿他加馬沙漠